# Proterospastis barystacta
Proterospastis barystacta är en fjärilsart som beskrevs av Edward Meyrick 1937. Proterospastis barystacta ingår i släktet Proterospastis och familjen äkta malar. Inga underarter finns listade i Catalogue of Life.